# 絨毛結節性滑膜炎
絨毛結節性滑膜炎（英語：Villonodular synovitis）是一種滑膜腫脹的疾病。
有以下幾類：
- 色素沉着絨毛結節性滑膜炎
- 腱鞘巨細胞瘤（英语：Giant cell tumor of the tendon sheath）

儘管它們的名稱完全不同，但它們有相同的組織學，且CD68、HAM56和波形蛋白的染色均為陽性。因此，有時會將兩者一併討論。